# Bundesstraße 437
Die Bundesstraße 437 (Abkürzung: B 437) führt von Friedeburg, wo sie von der Bundesstraße 436 abzweigt, im Landkreis Wittmund über Bockhorn und Varel im Landkreis Friesland sowie Stadland im Landkreis Wesermarsch zur Bundesautobahn 27 nach Stotel im Landkreis Cuxhaven, südlich von Bremerhaven. Die B 437 bietet die nördlichste Gelegenheit, auf einer Straße von Ostfriesland an die Weser und vom westlichen ans östliche Weserufer zu gelangen.

## Geschichte
Die Chaussee von Varel nach Rodenkirchen wurde 1865 erbaut. Diese gut ausgebaute Landstraße wurde am 1. Januar 1962 zur Bundesstraße 437 umgewidmet.
Die Bundesstraße unterquert seit dem Januar 2004 in ihrem Verlauf südlich der Orte Nordenham und Bremerhaven in einem rund 1645 Meter langen Tunnel die Weser (Wesertunnel). Von Fähren abgesehen, stellt dieser Tunnel die einzige Ost-West-Verbindung zwischen der letzten Brücke in Bremen und der Mündung der Weser in die Nordsee dar. Der Tunnel ist für Fußgänger und Radfahrer gesperrt. Nach Fertigstellung des Tunnels wurde die Weserfähre bei Dedesdorf stillgelegt. Die Schnellfähre Brake–Sandstedt wurde zunächst auf einen Stundentakt reduziert, dann jedoch privatisiert und fährt jetzt tagsüber wieder im 20-Minuten-Takt.
Die Planungen für die Weserquerung begannen im Jahr 1987. Mit dem Bau wurde am 16. Februar 1998 begonnen. Hergestellt wurden zwei zweispurige Tunnelröhren, die in einer Entfernung von 32,7 Meter nebeneinander liegen. Hinzu kommen zwei Ein- und Ausfahrrampen mit 395 bzw. 405 Meter Länge. Die Tunnelröhren sind zusätzlich mit vier Querröhren miteinander verbunden, damit man sich im Notfall in die andere Tunnelröhre in Sicherheit bringen kann. Das gesamte Bauwerk einschließlich der Anbindung an das Straßennetz hat rund 275 Millionen Euro gekostet.
In Varel wurde noch vor der Eröffnung des Wesertunnels die B 437 verengt, was mittlerweile durch den stark gestiegenen Verkehr zu Problemen in der Durchfahrt bis zur A 29 führt. Den Straßenverkehr vom JadeWeserPort in das Gebiet östlich der Weser soll in Zukunft die A 20 aufnehmen, die südlich von Jaderberg zum Wesertunnel führen soll.

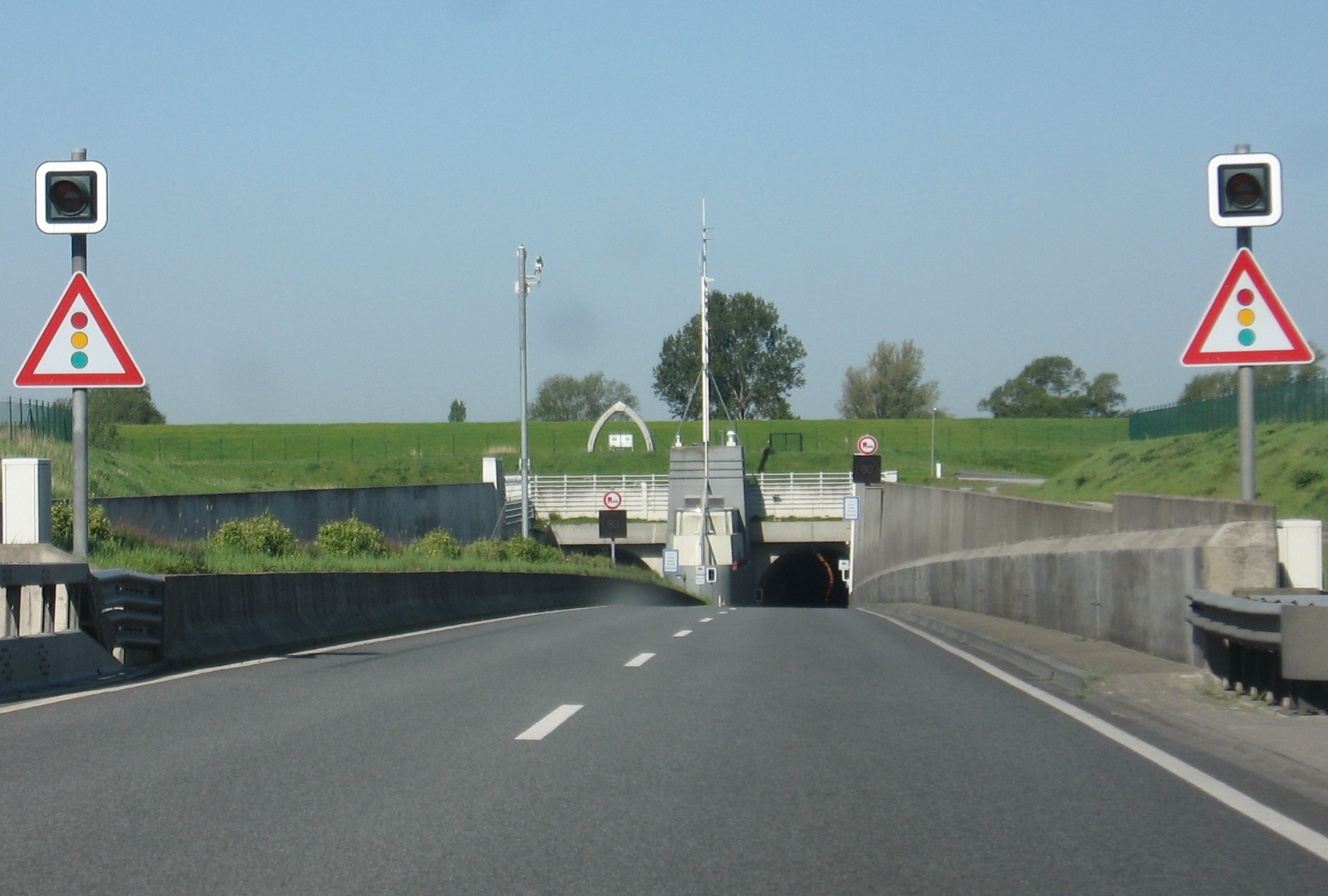
Wesertunnel
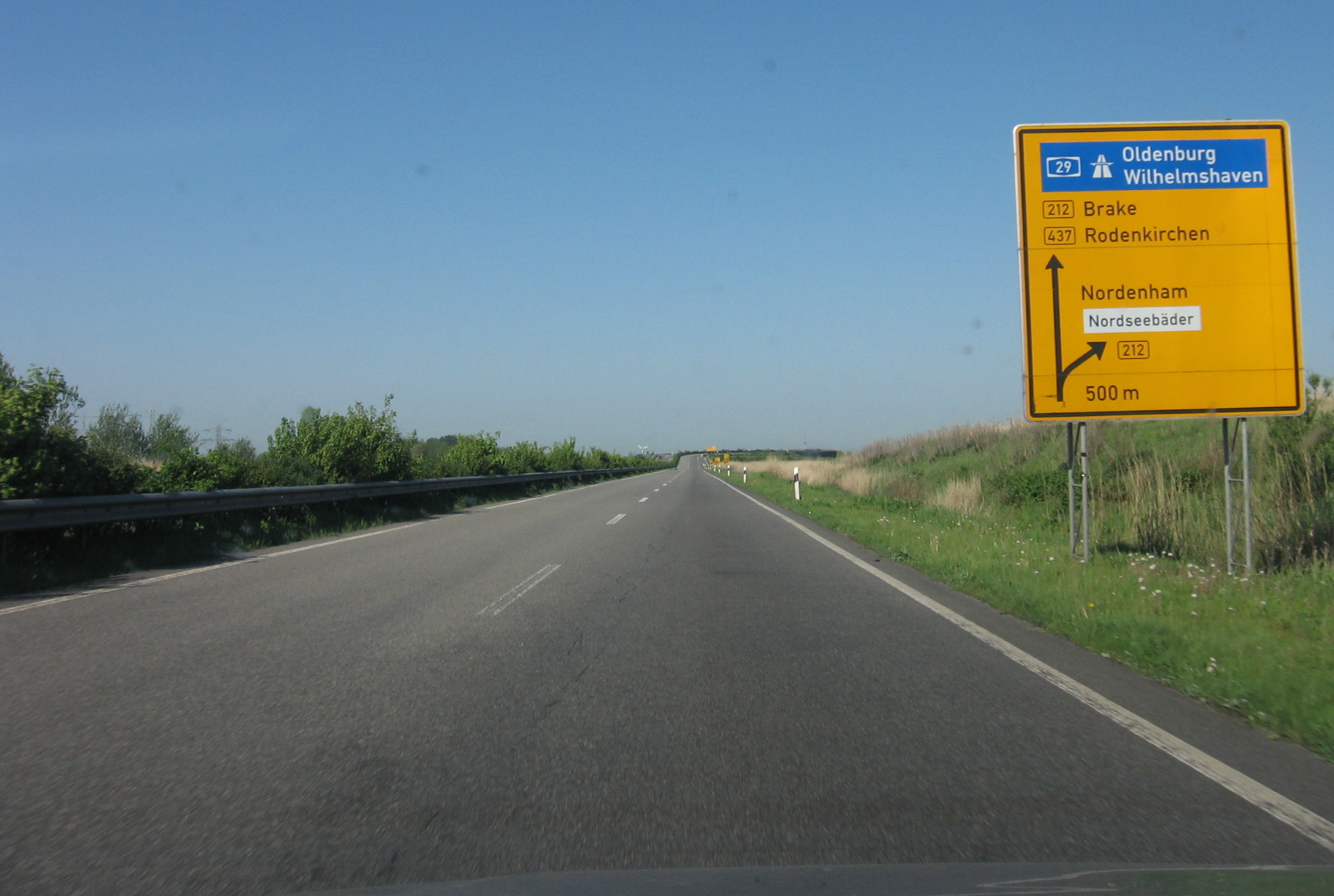
Westlich vom Wesertunnel
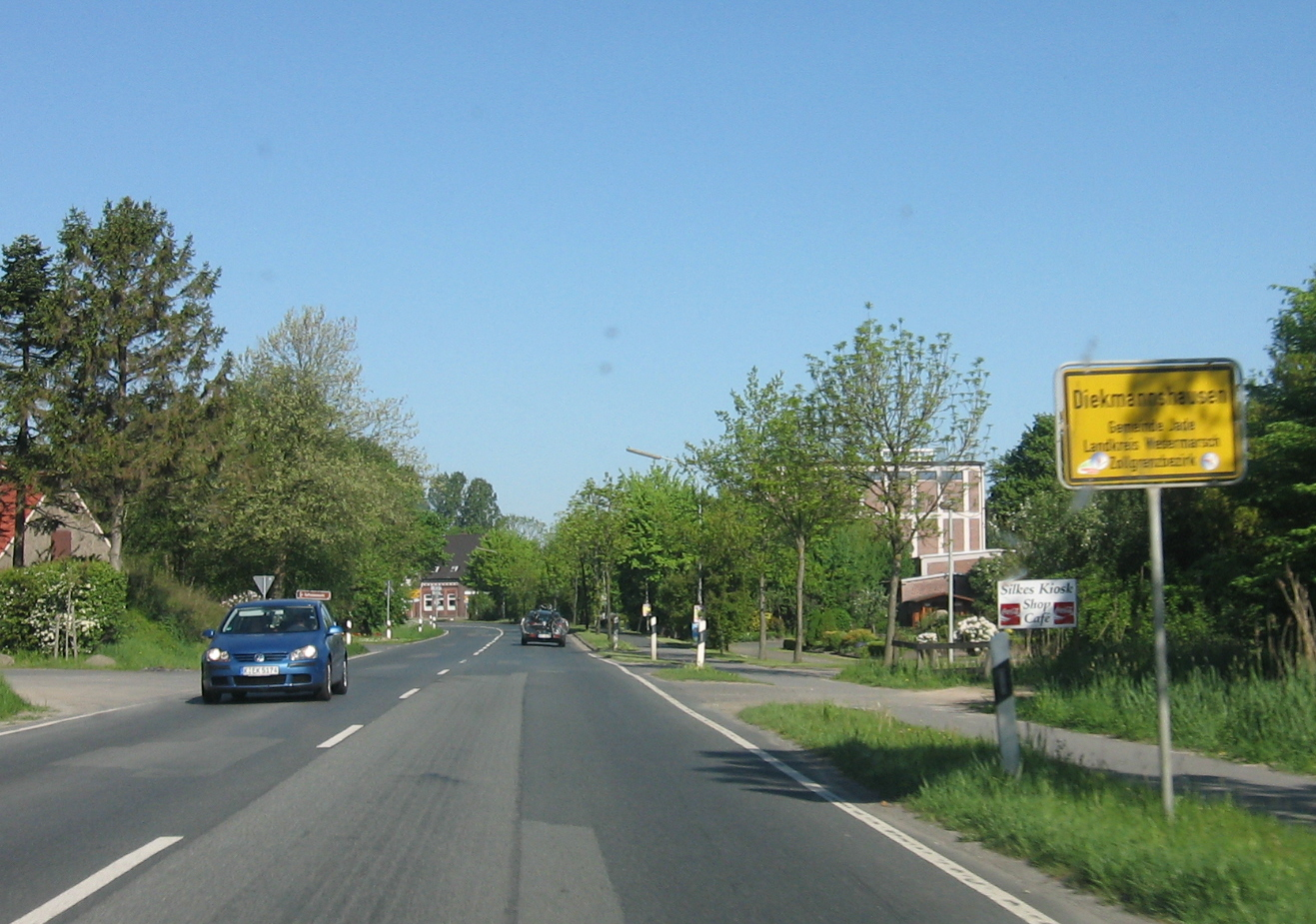
Bei Diekmannshausen

## Geplante Aufstufung zur Bundesautobahn 20
Zukünftig soll der Abschnitt der B 437 zwischen A 27 bei Stotel und der B 212 bei Nordenham Teil der Bundesautobahn 20 werden. Dafür soll der rund 13 Kilometer lange und schon jetzt drei- bzw. vierstreifig ausgebaute Abschnitt inklusive des Wesertunnels auf die Standards einer Autobahn ausgebaut und zur Autobahn hochgestuft werden. Die Unterlagen werden aktuell für das Planfeststellungsverfahren vorbereitet.